# UN Peacemaker
UN Peacemaker er et informations- og vidensredskab fra De Forenede Nationer (FN) til støtte for internationale fredsforhandlere og -mæglere.

## Materiale
UN Peacemaker indeholder ressourcer til brug for internationale fredsforhandlere, såsom information om fredsaftaler og fredsskabende mandater. Databasen indeholder mere end 350 fredsaftaler underskrevet siden 1945 og mere end 500 dokumenter, artikler og boguddrag, som blandt andet analyserer FN's fredsmæglingsarbejde eller relaterede emner. Derudover omfatter UN Peacemaker et velassorteret Legal Library, som indeholder de juridiske rammevejledninger for FN's indsats i fredsforhandlinger. UN Peacemaker giver ligeledes adgang til en Peacemaker’s Toolbox, erfaringsopsamlinger, operationelle vejledninger, casemateriale og analyser af fredsaftaler og -processer.

## Dataophav
Erfaringerne er draget fra FN's omfattende arbejde med fredsskabelse, mens vejledninger og kommentarer er blev til på baggrund af interviews med FN-ansatte og fredsmæglerne selv.

## Brug
Med lanceringen af hjemmesiden den 3. oktober 2006 blev projektet en del af FN's politiske afdelings (DPA) indsats for at yde støtte og rådgivning til FN's Generalsekretær og hans repræsentanter i deres arbejde for at løse internationale stridigheder og konflikter.